# Colonești, Bacău
Colonești là một xã thuộc hạt Bacău, România. Dân số thời điểm năm 2002 là 2190 người.